# 2099 Öpik

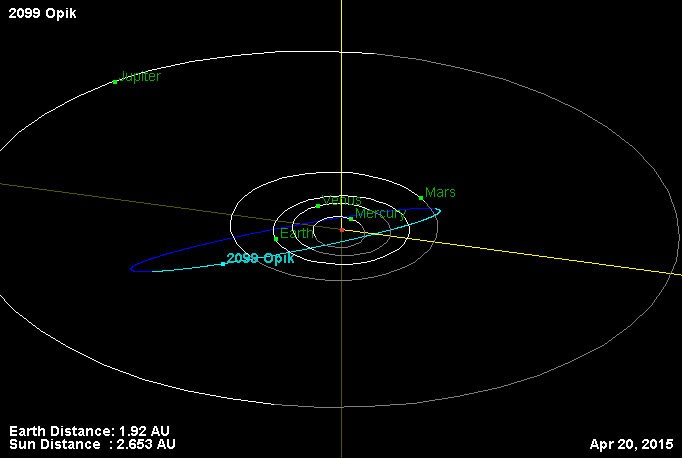

2099 Öpik è un asteroide areosecante. Scoperto nel 1977, presenta un'orbita caratterizzata da un semiasse maggiore pari a 2,3032694 UA e da un'eccentricità di 0,3618876, inclinata di 26,96296° rispetto all'eclittica.
L'asteroide è dedicato all'astronomo estone Ernst Öpik.